# Eremo di Sant'Anna Vecchia
L'eremo di Sant'Anna Vecchia si trova nel comune di Calenzano.

## Storia e descrizione
Fondato nel 1217 da Benvenuto di Lazzaro da Montecuccoli, acquistò tale appellativo quando Brunetto de' Rossi, monaco dell'ordine degli Eremitani di Sant'Agostino, scese a valle dall'eremo per edificare il nuovo monastero di Sant'Anna in Giolica, poco distante da Prato.
L'edificio, abitato ed officiato per tutto il XVIII secolo, fu soppresso durante il governo napoleonico: attualmente l'edificio è in rovina e soltanto il portale architravato e le piccole finestre laterali a feritoia mostrano le tracce dell'antica origine monastica.